# حصن ديراور

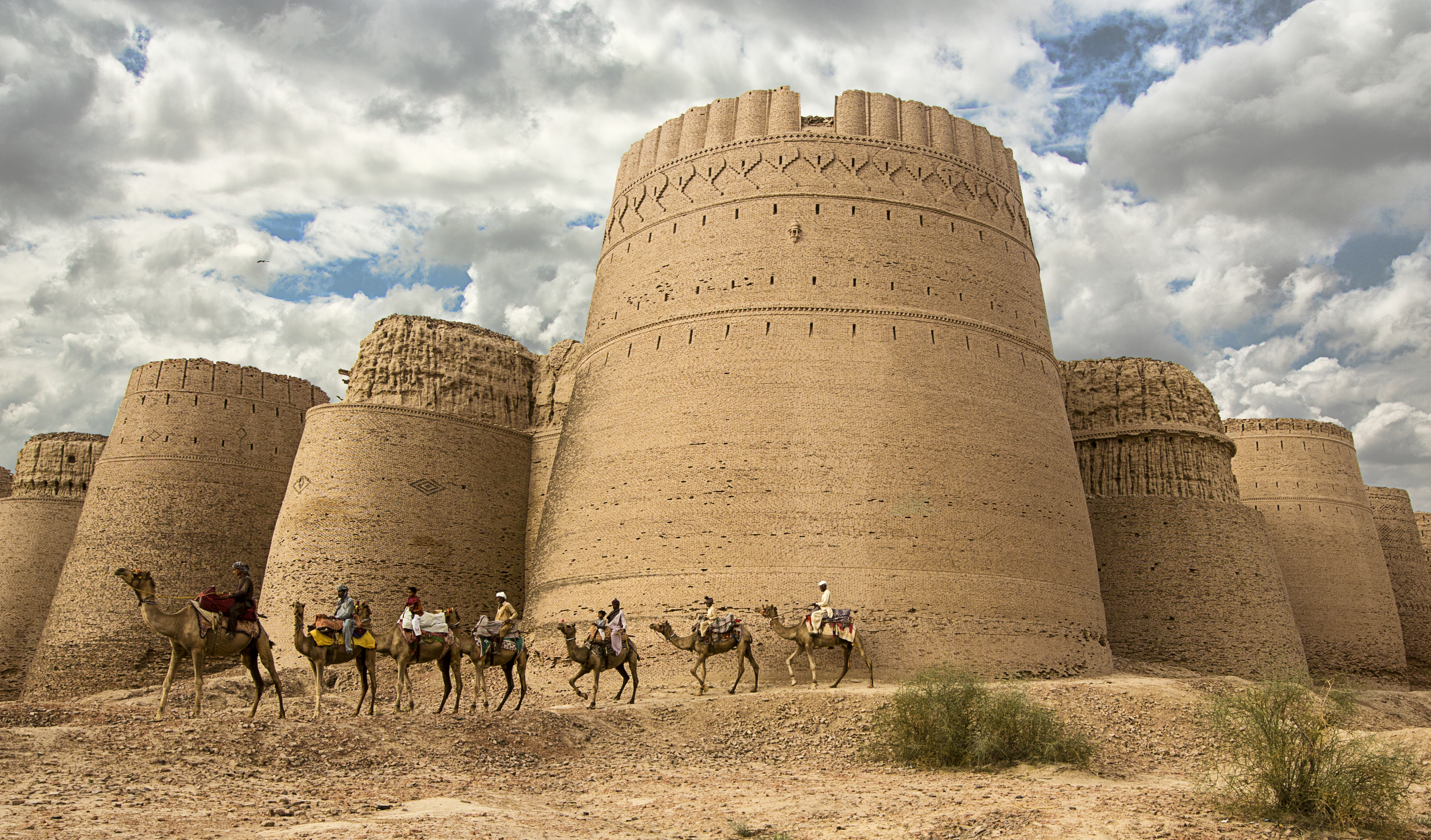
View of Derawar Fort

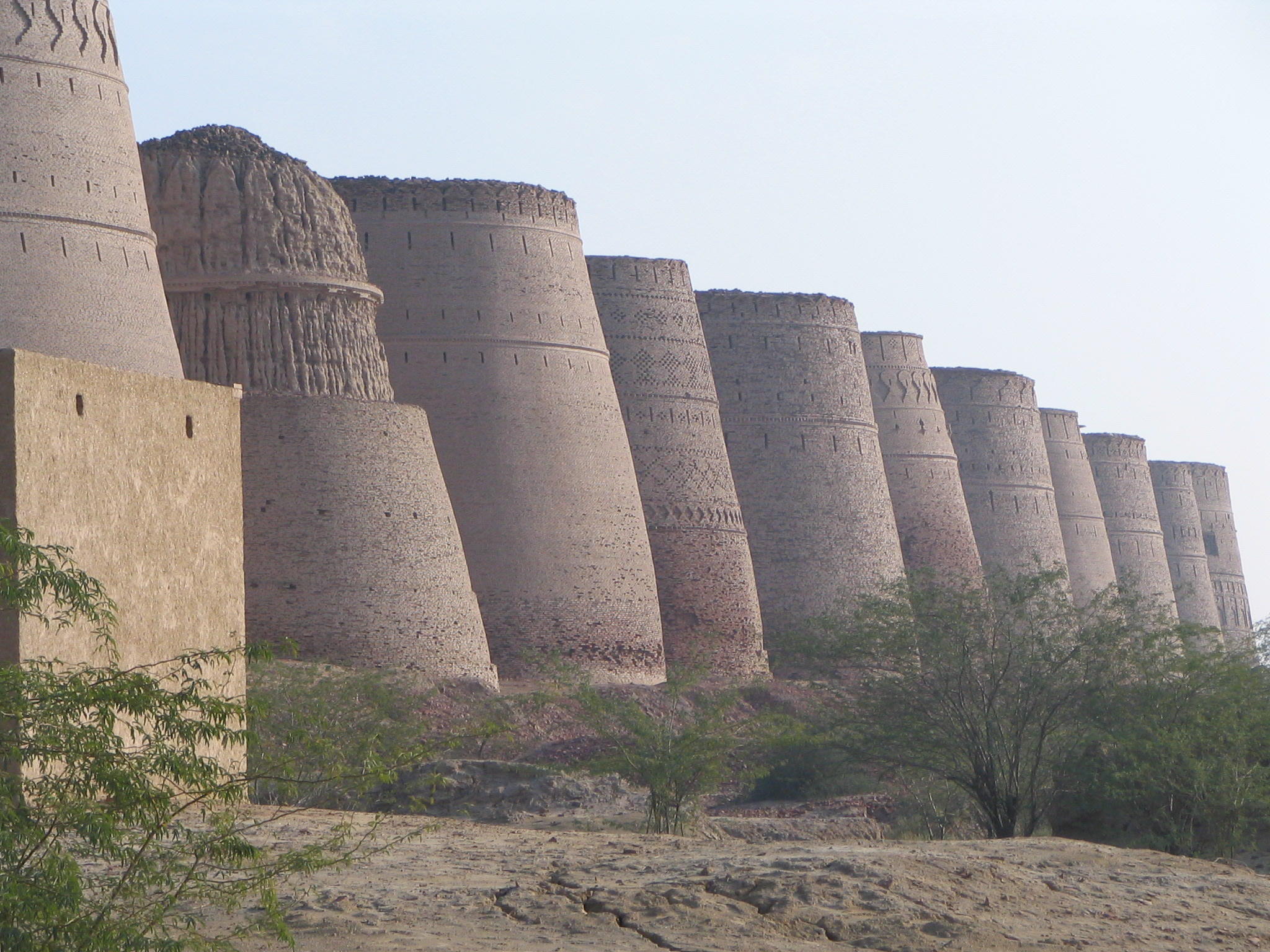

حصن ديراور (بآردو: قلع دیراور) (بالإنجليزية: Derawar Fort) وهو حصن كبير يقع في صحراء جولستان في باكستان.
يمكن أن يراه الإنسان من مكان بعيد لضخامته، فالأسوار يصل طول محيطها إلى حوالي 1500 متر، وارتفاع نحو 30 متراً.

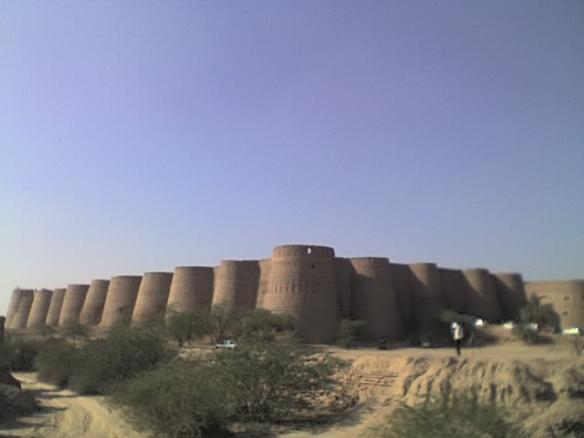
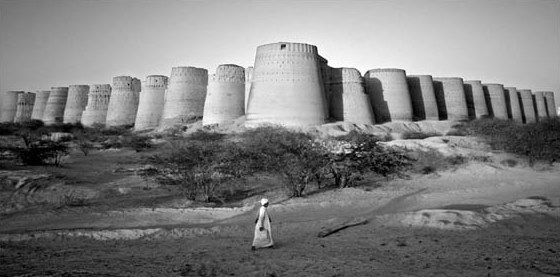

## معرض صور

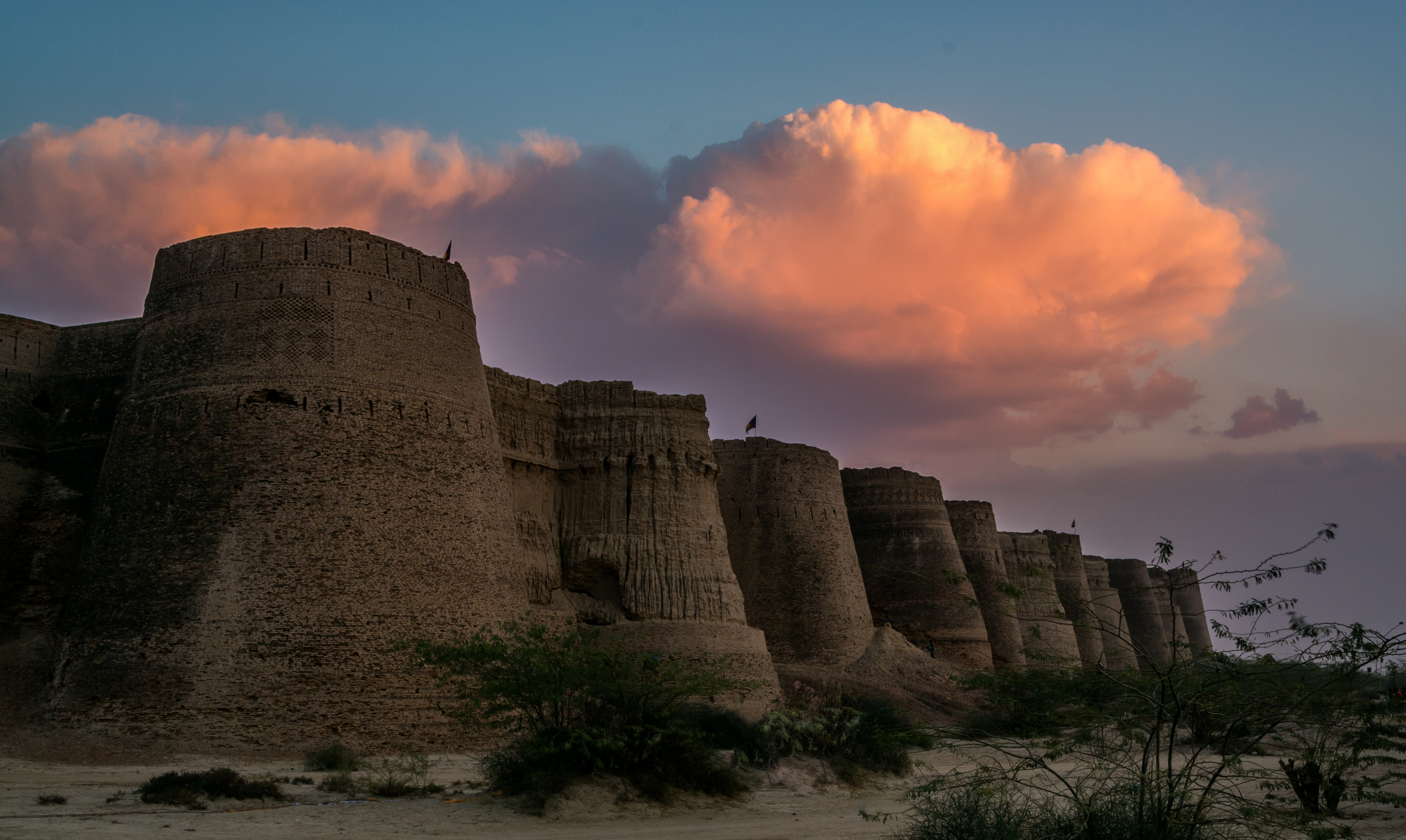
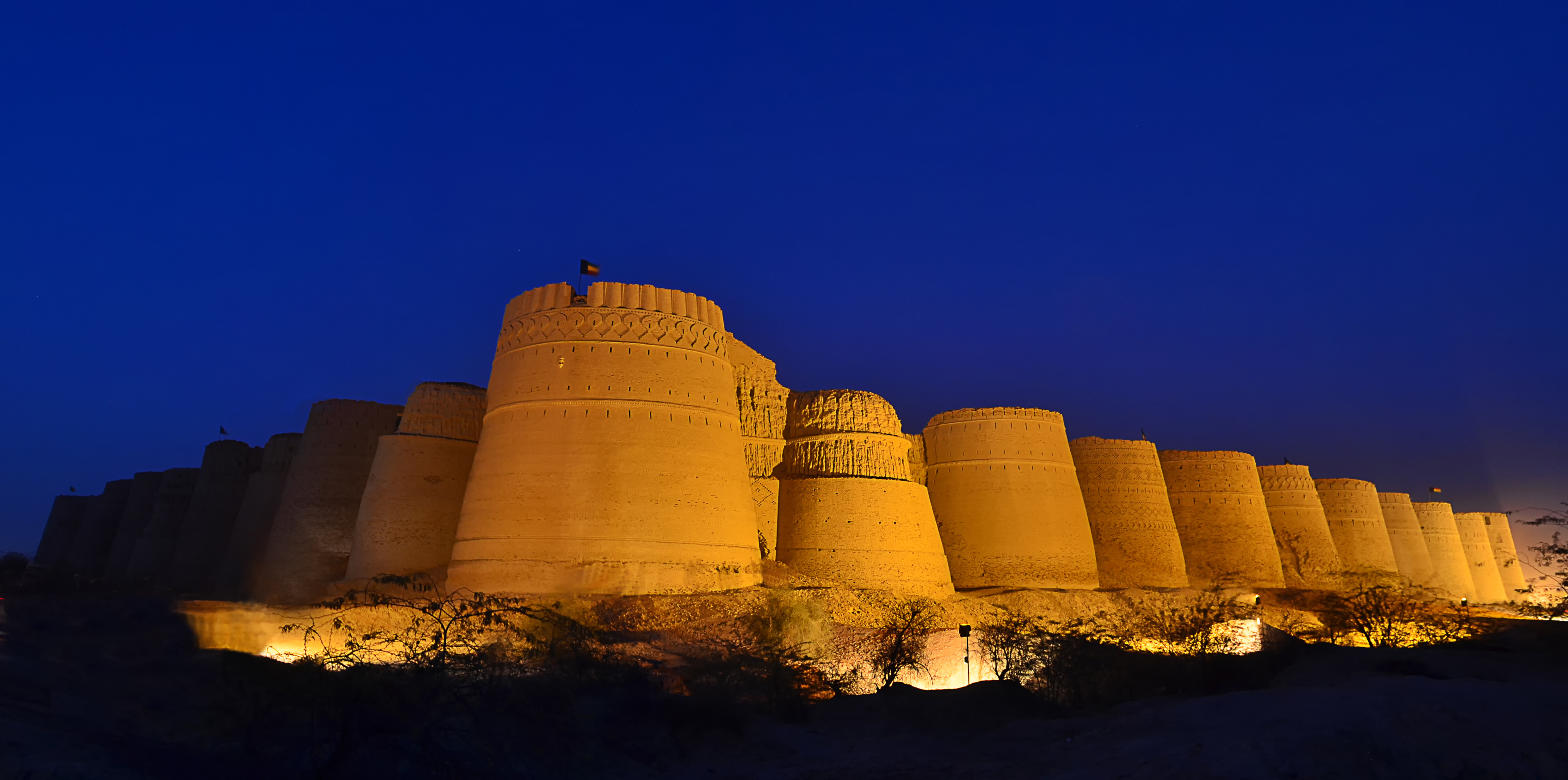
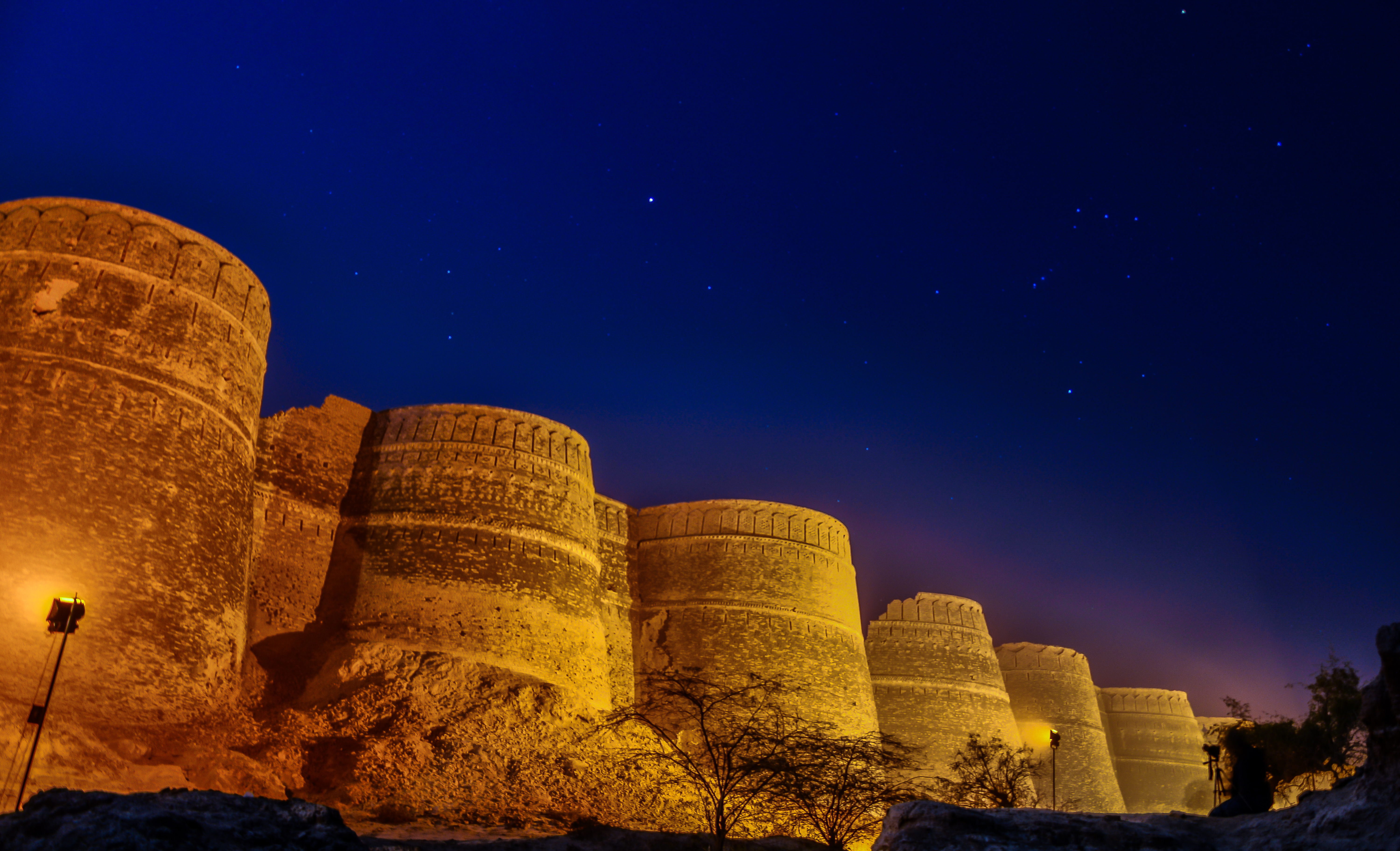
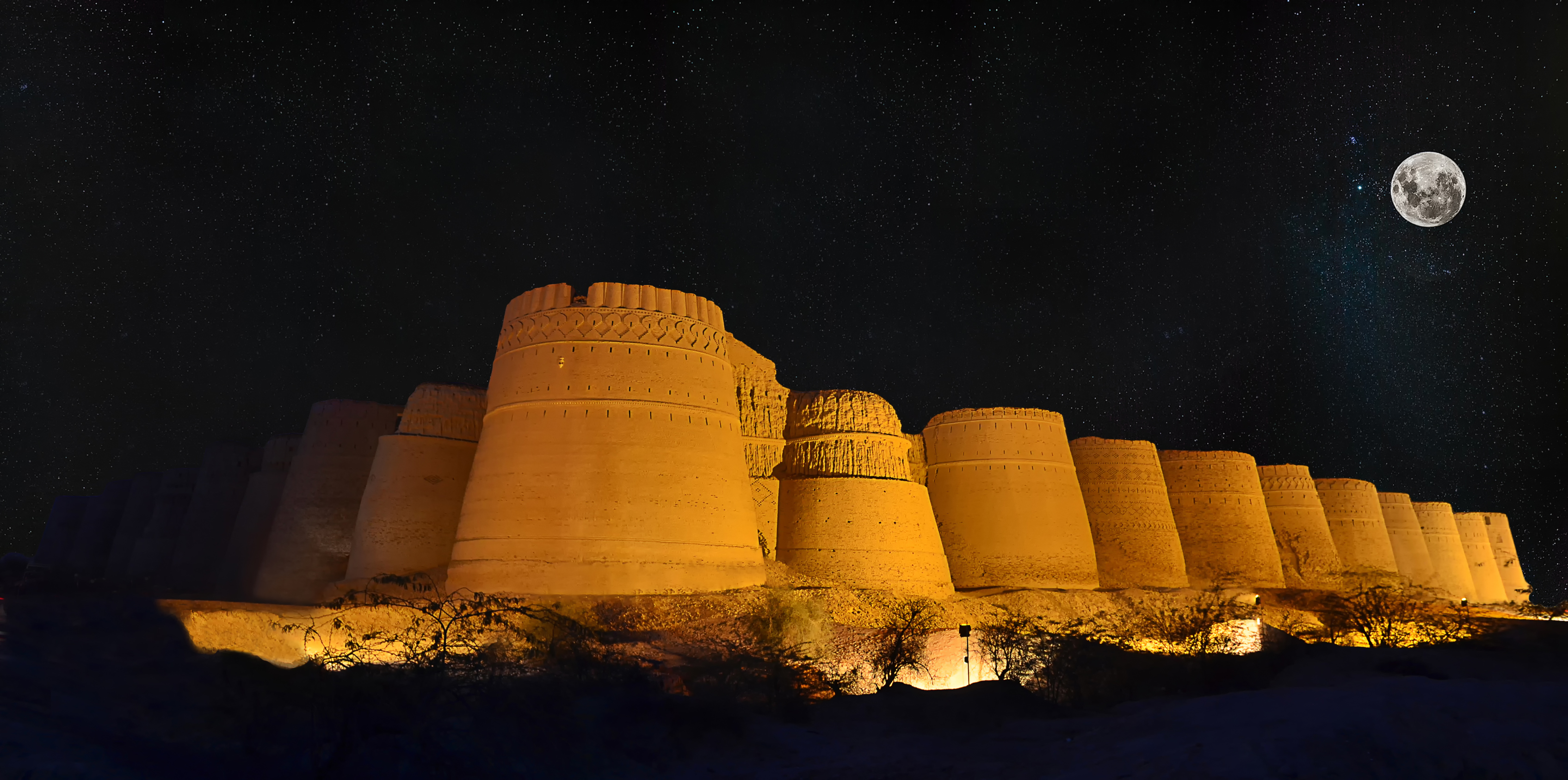
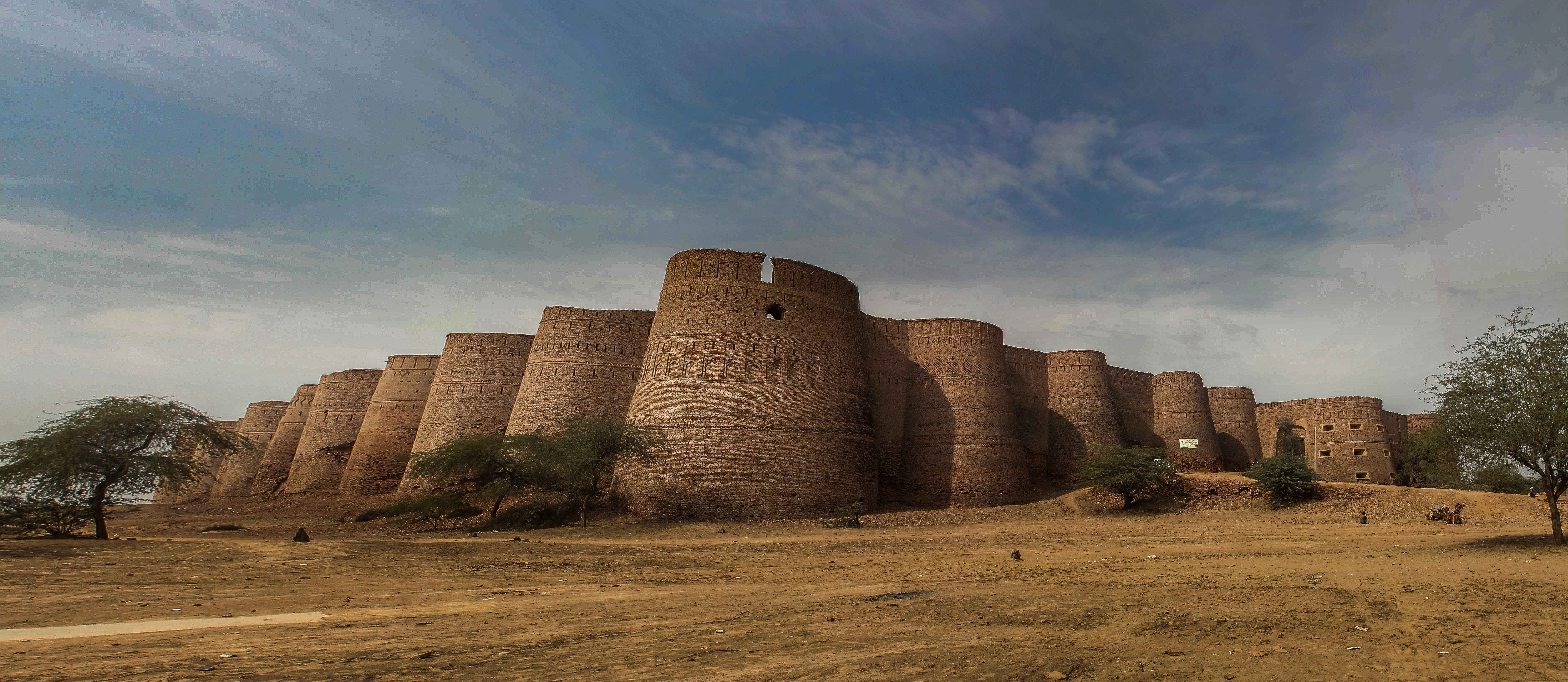